# Lipoatrofie
Lipoatrofie je termín popisující lokalizovanou ztrátu podkožní (subkutánní) tukové tkáně. K té může dojít v důsledku chladu, dlouhodobé aplikace podkožních injekcí (hormony, inzulíny, atd.) Projevuje se jako úbytek podkoží. Prevence můžebýt důsledné střídání míst vpichu a vyloučení chladu. Dosud nebylo jasně prokázáno, jaká je příčina vzniku, zda je to aplikovanou látkou (lékem) nebo vpichem samotným.
 Lipoatrofie je rovněž nežádoucí reakce, která je spojena s některými antiretrovirální léky.